# Pangasianodon
Pangasianodon Chevey è un genere di pesci appartenenti alla famiglia Pangasiidae nativi dei fiumi Mekong e Chao Phraya, situati nel sud-est asiatico.

## Tassonomia

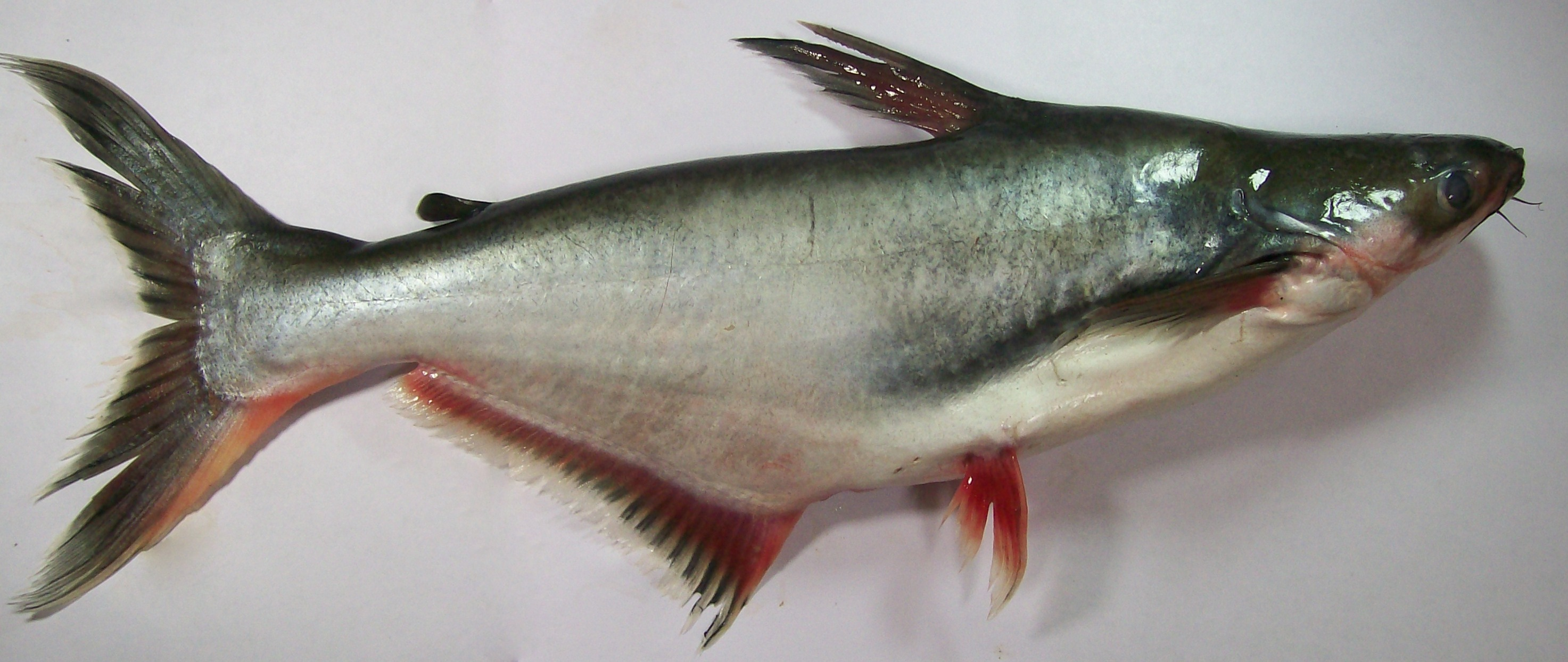
Pangasianodon hypophthalmus

Il genere comprende le seguenti specie:
- Pangasianodon gigas Chevey, 1931
- Pangasianodon hypophthalmus Sauvage, 1878